# 朝日電器
朝日電器株式会社（あさひでんき、ASAHI ELECTRIC CO., LTD.）は、大阪府大東市に本社を置く、一般消費者向け小型電器の製品・部品などを製造する電機メーカー。ELPA（エルパ）の商標で知られる。電気配線器具、映像・音声ケーブル、AVセレクター、ヘッドホン、DVD・CDレンズクリーナー、テレビ・ビデオ・エアコンの互換リモコン、互換インクカートリッジ、LED電球などの照明用光源、懐中電灯、センサーライト、電話機パーツ、パーソナルコンピュータ用アクセサリーなどを製造・販売を手掛ける。

## 沿革
- 1970年 - 社名を朝日電器商事株式会社として会社を設立。本社を大阪府大東市に構え、全国都道府県にセールス代行店を設置又大手スーパーの開発に着手。
- 1972年 - 東京営業所を東京都東久留米市に設置、関東市場への強化を図る。
- 1975年 - 福岡営業所を設置、九州市場への強化を図る。
- 1977年 - 業界に先立ってコンピュータを導入。規模拡大に伴う事務処理、物流業務を本社集中管理。
- 1980年 - 本支店間オンラインシステムを導入。
- 1982年 - 社員持株制度導入、社員の経営参画により責任と自覚の高揚、財産形成に一助。仙台に営業所を設置、HC市場に進出。
- 1983年 - GMS・DCを大阪府大東市に設置、物流業務強化。
- 1984年 - 第一次中期経営計画（1990年を目指すサンライズ作戦）スタート。TQCを導入する。
- 1987年 - 取引先との情報交換、商品改革、物流システムの向上につとめ併せて親睦を深める目的で朝日共栄会を発足する。
- 1988年 - キャンペーンマーク21を制定する。21世紀に向けよりよい商品の提供とサービスの向上を目指す。東日本DCを栃木県鹿沼市に設置。東日本の物流の拠点とする。
- 1990年 - 経営環境の改善と開発、経営管理体制の強化。経営構想の確立と展開を推進するため、総合システムの導入と事業部制を導入。設立20周年を迎え社内外の記念行事を行う。企業福祉制度の拡充として西日本電設資材卸業厚生年金への加入。
- 1991年 - 総合システムの構築推進によりコンピュータ（オフコンAS/400）を導入。
- 1992年 - 広島営業所を設置、中四国市場の強化を図る。
- 1993年 - 朝日電器株式会社に社名変更する。
- 1994年 - 西日本DCを大阪府大東市に新設移転する。
- 1995年 - 基本商品の整備とCSの一環として総合展示室を本社内に設置。
- 1996年 - 東京社屋を東京都東久留米市前沢に新設移転、商品展示室を併設、東日本営業本部拠点として情報窓口の拡大を図る。
- 1997年 - 九州営業所を移転、顧客ニーズに対応するため物流センターを併設、さらに営業力強化に向け商品展示室を設置。仙台営業所を仙台市泉区に移転。
- 1998年 - ガーデニング・健康機器の新事業が発足。
- 1999年 - 情報システム部門を西日本DCへ移転。ホストコンピューターを新機種に入替。設立30年を迎え社内外の記念行事を行う。
- 2000年 - 情報機能強化の一環として全社に「グループウェア（Notes）」を導入。JAPAN DIY SHOW 2000 OSAKAで、当社商品（タップラン）が大阪府知事賞を受賞。資本金9,600万円に増資。
- 2001年 - ガーデニング・健康機器の両事業部を分社化。JAPAN DIY SHOW 2001 OSAKAで、当社商品（簡易セキュリティ商品）が経済産業省製造局長賞を受賞。
- 2002年 - 中国・深圳に中国事務所を開設。西日本DCの物流業務をアウトソーシング開始。本社を移転し、本社機能を集約化。JAPAN DIY SHOW 2002 OSAKAで、当社商品（蛍光灯カバー）がバイヤーズ賞を受賞。
- 2003年 - 中国事務所を香港に移転。JAPAN DIY SHOW 2003で、当社商品（LIGHTING BAR）がDIY会長賞を受賞。札幌、名古屋に営業所を設置。
- 2004年 - JAPAN DIY HOMECENTER SHOW 2004で、当社商品（リモコン付LIGHTING BAR）が「DIY新商品ヒット商品コンクール」に入選。設立35周年を迎え、社内外の記念行事を行う。
- 2005年 - 商品内覧会を大阪本社にて初めて開催。JAPAN DIY HOMECENTER SHOW 2005で、当社商品（センサーライト）が、「DIY新商品ヒット商品コンクール」金賞受賞。基幹システムの全面刷新とDWH導入。
- 2006年 - 札幌朝日電器株式会社を統合し、北海道営業部として新発足。JAPAN DIY HOMECENTER SHOW 2006で、当社商品（LED電球）が、「DIY新商品ヒット商品コンクール」に入選。地球温暖化防止キャンペーン「チームマイナス6％」に参画。
- 2007年 - 本社DCの物流業務をアウトソーシング開始。本社を改築し、本社機能の充実を図る。事業年度を変更（毎3月末決算を毎10月末決算へ）。
- 2008年 - 東京社屋を増改築し、商品内覧会を開催。東日本エリアへの強化を図る。JAPAN DIY HOMECENTER SHOW 2008で、当社商品（充電式カイロ）が、「人と環境にやさしい商品」銀賞受賞。
- 2009年 - 設立40周年を迎え、社内外の記念行事を行う。大阪府大東市アドプト制度（周辺道路等の定期的美化活動）に参画。
- 2010年 - 省エネと地球温暖化防止の一環として、本社屋内の蛍光灯の一部をLEDに取替。製品安全自主行動指針を策定、法令遵守、社会的責任への取組みを図る。本社社屋外壁工事、南西壁面に遮熱塗料使用、窓に遮熱フィルム張付け、エコ化を図る。海外展示会（香港エレクトロニクスフェア）へ出展。
- 2011年 - 地球温暖化対策推進国民運動「チャレンジ25キャンペーン」に参画。名古屋営業所を移転。JAPAN DIY HOMECENTER SHOW 2011で、当社商品（自転車用LEDハイパワーヘッドライト）が、ベストヒット賞を受賞。
- 2012年 - グローバル戦略の強化として海外（中国深圳）倉庫を設置。LED照明の総合展示会（LED Next Stage）に出展。本社に社員証との連動式セキュリティー設備を設置。EDアルミハンディライト「エルゴフォルムシリーズ」が2012年グッドデザイン賞を受賞。創業の想い、企業行動規範を制定。CI・CSRへの取組みを図る。
- 2013年 - 福岡営業所及び九州DCを移転。大東市の本社屋で火災事故発生。
- 2014年 - 仙台営業所を移転。JAPAN DIY HOMECENTER SHOW 2014で、当社商品（LEDスリム＆フラットライト）が、商品コンテスト「新商品部門」に入選。更に、一般来場者の人気投票部門で3位を受賞。物流環境に対応出来る体制と顧客サービスの向上を目的に物流部門をグループ会社に業務移管。
- 2015年 - 本社新社屋完成。第二社屋を新設。
- 2017年 - プロバスケットボールチーム「大阪エヴェッサ」オフィシャルパートナー契約締結。
- 2018年 - 大東市の市立小学校に防犯ブザーを寄贈。
- 2019年 - 管轄税務署より優良法人表敬を受ける。
- 2020年 - 設立50周年を迎える。大阪府警察本部 大阪府交通安全協会より優良事業者として表彰。
- 2021年 - 梅田オフィス・新宿オフィスを開設。

## 事業所
本社
大阪府大東市新田旭町4-10
梅田オフィス
大阪府大阪市北区曽根崎新地2-3-3 桜橋西ビル7F
東京支社
東京都東久留米市前沢4-5-17
新宿オフィス
東京都新宿区高田馬場1-29-8 いちご高田馬場ビル2F
イノベーション部
東京都豊島区東池袋2-62-10 TAMA WOODY GATE IKEBUKURO 10F
札幌営業所
北海道札幌市北区屯田6条8-8-25
仙台営業所
宮城県仙台市青葉区上杉2-9-27 上杉オフィス青山401
名古屋営業所
愛知県名古屋市中川区高畑2-342
広島営業所
広島県広島市佐伯区城山1-4-21 柏原ビル2F
福岡営業所・九州DC
福岡県福岡市東区蒲田1-1-25
東日本DC
栃木県鹿沼市流通センター24
西日本DC
大阪府大阪市港区福崎3-1-201

## 主な商品

### 電気配線
- コード用タップ
- 延長コード
- プラグ・タップ

### 照明
- LED照明
- 蛍光灯
- 点灯管
- シリカ電球

### 小物家電
- 懐中電灯
- ランタン
- オートディスペンサー

### AV機器
- ラジオ
- ワンセグテレビ
- イヤホン
- ヘッドホン
- マルチリモコン

### セキュリティ用品
- テレビドアホン
- ワイヤレスチャイム
- ワイヤレスカメラ